# Cohors IV Gallorum
La Cohors IV Gallorum fue una unidad del ejército auxiliar romano del tipo cohors quinquagenaria peditata reclutada a comienzos del imperio de Augusto en la Galia.

## Historia

### Bajo los Julio-Claudios hasta 41 d.C.

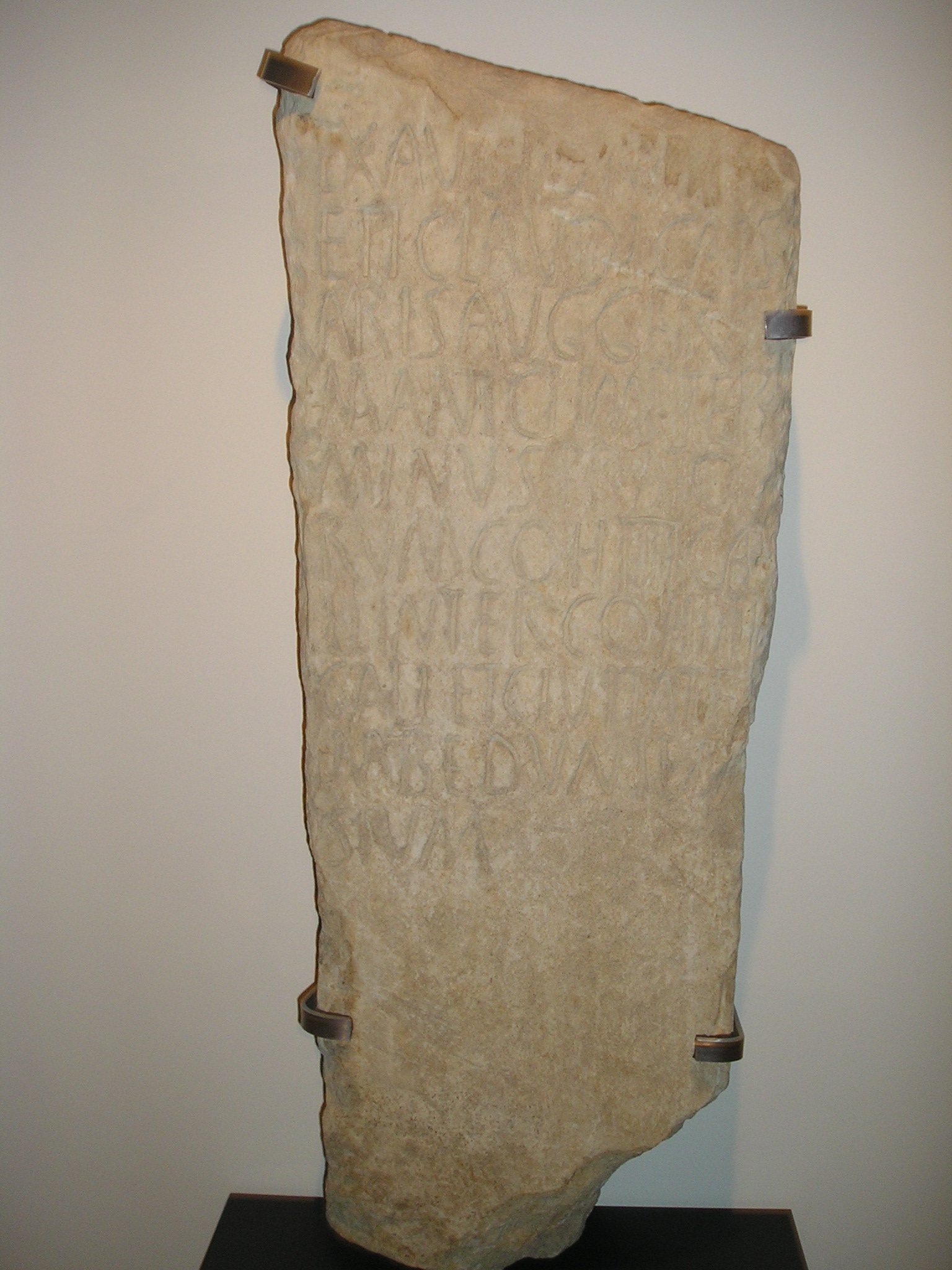
Terminus Augustalis que delimitaba los prata de la Cohors IV Gallorum con el territorium de la ciudad de Bedunia, realizado en 41-42 bajo Claudio I. Castrocalbón (León).

En 27 a. C. se encontraba adscrita al éjército romano en Hispania a las órdenes del legado de Lusitania Publio Carisio, para participar en las guerras cántabras.
Terminada la guerra en 19 a. C., fue asignada a la Legio X Gemina y acuartelada cerca de ella, en el entorno de la localidad de Castrocalbón (León), sobre la vía romana de Asturica Augusta a Bracara Augusta por Petavonium. En dicha localidad leonesa se han encontrado varios hitos terminales, algunos de ellos sin terminar, de época del emperador Claudio, que señalaban los límites entre los prata de la cohorte y el territorium de las ciudades de Bedunia y Luggonum.

### Traslado al Norte de África y siglosIIyIII
Los termini augustalis mencionados no fueron utilizados porque la unidad fue destina a Mauritania Tingitana, participando en la incorporación del reino de Mauretania al Imperio, ordenada por Claudio I. 
En algún momento, bajo los Flavios, la unidad fue transformada en cohors equitata, y bajo Domiciano, después de 88, recibió los epítetos de civium romanorum, tal y como atestigúan los diplomas de 104, 109, 116, 122, 131, 153, 156-7, 159 y 161.
Su acuartelamiento fue colocado en Sidi Kacen (Marruecos), en el valle del Ouadi Rdom, sobre la vía que comunicaba Tingis (Tánger) con Volubilis; de allí procede un epitafio que nos informa sobre el jinete Germano y su decurión Optato. En algún momento entre los imperios de Adriano y Marco Aurelio fue dirigida por el prefecto Sexto Pulfenio Salutaris Marco Lucio Valerio Severo, natrual de Venafrum en la regio I de Italia.
El último testimonio conservado es una dedicatoria a Julia Mamea, madre de Alejandro Severo realizada por el prefecto de la cohorte Valerio Salviano en el campamento de la unidad, prefecto que también dedicó otro voto similar en la cercana Thamusida. La unidad desapareció a lo largo de la segunda mitad del siglo III.